# Lomagramma lomarioides
Lomagramma lomarioides är en träjonväxtart som först beskrevs av Bl., och fick sitt nu gällande namn av John Smith. Lomagramma lomarioides ingår i släktet Lomagramma och familjen Dryopteridaceae. Inga underarter finns listade.